# Сараїкі (народ)
Сарайки - північно-західна індоарійська етнолінгвістична група, що походить із регіону Сараїкістан у провінції Пенджаб у Пакистані. Вони багатоетнічні за походженням і розмовляють мовою сарайки.
Вони в основному зустрічаються в регіоні південного Пенджабу, відомому як Сараїк або Сарайкістан, а також у більшості частин Дераджата, який розташований у регіоні, де зустрічаються південно-західний Пенджаб, південно-східна Хайбер-Пахтунхва та північно-східний Белуджистан. Дераджат омивається річкою Інд на сході та Сулеймановими горами на заході.
Народ сараїкі сповідує багато релігій, хоча більшість переважно є послідовниками ісламу. Невелика меншість сарайки сповідує християнство, індуїзм і сикхізм. Після здобуття Пакистаном незалежності в 1947 році багато індуїстів і сикхів мігрували до Індії, де вони відомі як мултані, деравалі та бхавалпурі. Сарайки не вважали себе окремою етнічною групою до 1960-х років.

## Етимологія
Сучасне значення слова Sirāikī IAST є нещодавнім, і термін, швидше за все, набув поширення під час націоналістичного руху 1960-х років. Воно використовувалося на Сінді набагато довше для позначення мови іммігрантів з півночі, головним чином сірайкомовних племен белуджів, які оселилися там між 16-м і 19-м століттями. У цьому контексті цей термін найбільш імовірно можна пояснити як те, що він спочатку мав значення «мова півночі» від слова сіро siro. 'верхів'я, північ'. Ця назва може неоднозначно стосуватися північних діалектів сіндхі, але сьогодні вони більш відомі як «сіролі» або «сірелі».